# Saint-Lyé
Saint-Lyé è un comune francese di 2 968 abitanti situato nel dipartimento dell'Aube nella regione del Grand Est.

## Società

### Evoluzione demografica
Abitanti censiti